# Schneeleopard-Orden
Der Schneeleopard-Orden (russisch Снежный барс, Sneschny bars) war eine sowjetische Auszeichnung für herausragende Bergsteiger, die alle fünf auf dem Gebiet der ehemaligen UdSSR gelegenen Siebentausender-Gipfel bezwungen hatten. Der Bergsteigerpreis wird auch weiterhin von den GUS-Staaten anerkannt und weitergeführt. Er ist nach dem Schneeleoparden benannt.
Drei der Schneeleoparden-Gipfel liegen im Pamir-Gebirge:
- Der Pik Ismoil Somoni (7495 m hoch, früher „Pik Kommunismus“) und
- der Pik Freiheit (7105 m), beide in Tadschikistan sowie
- der Pik Avicenna (7134 m) an der kirgisisch-tadschikischen Grenze.

Zwei Gipfel befinden sich im Tian Shan:
- Der Dschengisch Tschokusu (7439 m, früher „Pik Pobedy“) an der kirgisisch-chinesischen Grenze und
- der Khan Tengri (7010 m), dessen Gipfel das Dreiländereck zwischen China, Kasachstan und Kirgisistan bildet. Letzterer ist nur durch seine Eiskappe knapp über 7000 m hoch, geologisch reicht der Fels nur zu 6995 m Höhe. Dennoch ist der Berg als Siebentausender anerkannt.

## Ausgezeichnete Bergsteiger (Auswahl)
- Andrzej Bargiel (Polen) – alle Besteigungen in 29 Tagen eines Jahres (2016)
- Władimir Suwiga, Siergiej Griszczuk, Malik Imietow – alle Besteigungen in 36 Tagen eines Jahres (1991)
- Denis Urubko (Kasachstan) und Andrej Molotov – alle Besteigungen in 42 Tagen eines Jahres (1999)
- Siegfried Hupfauer (Deutschland) 1989
- Jakob Kirschmer 1992
- Achim Rinortner 2014
- Hans Gunter Hörl 2014
- Helmut Graupner 1989[1]